# Grewia urbaniana
Grewia urbaniana là một loài thực vật có hoa trong họ Cẩm quỳ. Loài này được Lauterb. mô tả khoa học đầu tiên năm 1905.